# 由紀かほる
由紀 かほる（ゆき かおる、生年不明）は、東京都出身の小説家、官能小説家。

## 概要
学生時代（1978年頃）より、SM系の専門誌に作品を投稿。女性視点での細やかな心理描写や迫力ある文体で人気を博し、1984年「穢された教壇」で単行本デビュー。以降、日本出版社アップルノベルズを中心に、多数の作品を発表する。
SM系の作品が多く男の責め役はねちっこくかつフェテッシュに責める一方、ヒロインの美しさに平伏し女王や女神のように崇めることもある。女の責め役はヒロインより(そこそこ美人であっても)容貌の点でも社会的地位でも劣る設定が多く、レズビアンやSMというよりそのコンプレックスのうさを晴らすため責め抜き、責めの内容もSMというより暴力的で加減を知らないキャラも多い。その典型的な例が「美人教官」の黒田美奈代である。
ヒロイン像は美乳かつ巨乳でむっちりとした美脚を持つというプロポーションであり、社会的地位も高いヒロインが多い。
女性のよがり声について特徴のある描写をする事で知られるが2010年代以降ではジュブナイルポルノやアダルトゲームのライターなど喘ぎ声に凝った（現実にはありえない喘ぎ声である）表現を多用する作家の流入により相対的にそれほど独特と感じることなくなっている。
初期の雑誌掲載時のペンネームは「由紀かおる」「由紀薫」と表記されたものもあり、「由紀薫」名義ではマドンナメイト文庫より出版作もある。テリー・レノックス作の翻訳として出したものも、のち改題されて由紀の作品とされている。
代表作に「美人教官」「鎖のエンブレム」「聖奴の十戒」など。

## 著書
（特記なき場合は日本出版社アップルノベルス）
- 『穢された教壇』日本出版社 1984
- 『すすり泣く教壇 ベンチャー・ポルノ』1985 女教師ベンチャーシリーズ
- 『裂けたレオタード ベンチャー・ポルノ』
- 『25時の令嬢 ベンチャーポルノ』1986
- 『女優狩り』1986　ベンチャー・シリーズ
- 『性隷伝説 シティ・エロマ』1987
- 『牝猫のストッキング』1987
- 『女秘書・シルクの首輪』1988
- 『鎖のエンブレム』1988
- 『性獣日記 美人キャスター タブー浪漫』1988
- 『ブロンド奴隷 海外アダルト・ロマン』テリー・レノックス 1987　『令夫人シルクの罠』1996
- 『女神の姦奏曲 海外アダルト・ロマン』テリー・レノックス 1988　『ミス・キャンパス禁断の姦奏曲』
- 『凌辱のオフィス』1988
- 『美人教官 シティ・エロス』1989‐90
- 『女教師 みんなの見ている前で』1989
- 『美畜図鑑 国際線スチュワーデス』1989
- 『令嬢夫人 獣のように』1989
- 『私生活 国際線スチュワーデス』1990
- 『<美人アナ>オリーブの鎖』1990
- 『ペイルブルーの咆哮 令嬢物語』1990
- 『<女医>露出遊戯』1991
- 『令夫人ザ・レイプ』1991
- 『女教師アフター・レッスン』1992
- 『<オフィス・ガール>汚辱のファイル』1992
- 『スチュワーデス/黒革のスカーフ』1992
- 『ブロンズの手錠』1992
- 『女教師禁じられた微笑』1993
- 『令嬢教師 調教白書』1993
- 『淫ら色の烙印』ミリオン出版、1993　『デパートガール聖女狩り』ワイレア出版
- 『肉魔の性奴狩り』ミリオン出版、1994　『美人編集長性奴狩り』ワイレア出版
- 『アフター・フライト 美姉妹白書』1995
- 『生贄妻・恥辱の肉刑』ミリオン出版 1994　『美人若妻淑女狩り』ワイレア出版
- 『黒い牝豹』1995 スキャンダル・ナイト
- 『国際線スチュワーデス/裸の履歴書』1995
- 『<国際線スチュワーデス>密猟』1995
- 『国際線スチュワーデス汚れた滑翔』夜想舎 1995　ナイトロマン文庫
- 『サテン・ベージュの誘惑 美人キャスター』1995
- 『尻肉淫ら吸着責め』1995 マドンナメイト
- 『倒錯の肉洗礼』由紀薫 1995 マドンナメイト
- 『美囚志願』1995 スキャンダル・ナイト
- 『美畜の淫夢 若妻肉刑』蒼竜社 1995　ソウリュウノベルス 『黒革の妖精 美人拉致事件』青樹社
- 『女豹の乳房 美人スチュワーデス暴行』青樹社 1995　Big books
- 『凌辱飛行 国際線スチュワーデス』青樹社 1995　Big books
- 『愛玩少女あふれる恥蜜』蒼竜社 1996　ソウリュウノベルス エクストラハードシリーズ
- 『「女教師」露出授業』1996
- 『美少女「破る」』1996 マドンナメイト
- 『<美人女子大生>凌辱教室』青樹社 1996　Big books
- 『「美人捜査官」凌辱調書』青樹社 1996　Big books
- 『令夫人調教 地獄の服従契約』1996 マドンナメイト
- 『黒衣の性隷 スチュワーデス解剖室』ミリオン出版 1997　Sniper novels
- 『国際線スチュワーデス/穢された女豹』1997
- 『「シンクロ美人」凌辱演技』青樹社 1997　Big books
- 『「女医」美畜病棟』1997
- 『白衣の堕天使 美人ナース暴行』青樹社 1997　Big books　のち広済堂文庫
- 『凌辱授業 美人英語教師』青樹社 1997　Big books
- 『「女秘密諜報員」凌辱指令』青樹社 1998　Big books
- 『餓狼の生贄 美人キャスター暴行』青樹社 1998　Big books
- 『トップ・スチュワーデス完全飼育』1998
- 『黒絹の狩人 美女連続暴行事件』青樹社 1999　Big books
- 『女教師禁じられた咆哮』1999
- 『トップ・スチュワーデス禁色のスカーフ』1999
- 『美人デザイナー麗女狩り』ワイレア出版 1999　Sniper novels
- 『生贄妻羽純』間宮聖士画 2000　シュベール文庫
- 『女教師犬の首輪に繋がれて』2000
- 『「スチュワーデス・マニア」夜姦飛行』青樹社 2000　Big books
- 『聖奴の十戒 美囚クロニクル』ワイレア出版 2000　Sniper novels
- 『「キャリアレディ」美脚狩り』青樹社 2001　Big books
- 『美人キャリア聖隷の晩餐』2001
- 『劇画淫ら色の烙印』間宮聖士画 ミリオン出版 2002
- 『女医 衆人環視の中で』2002
- 『盗まれた美唇 女子アナ恵美子』学習研究社 2002　ウルフ・ノベルス
- 『若妻教師凌辱の夜想曲（ノクターン）』2002
- 『女医亜矢香禁断クリニック』学習研究社 2003　ウルフ・ノベルス
- 『聖女の祝祭 堕天使監禁の巻』ワンツーマガジン社 2003
- 『美人教師 濡れた花唇』2003
- 『美人スチュワーデス・制服コレクション』2003 桃園文庫
- 『密室の女教師』2003 廣済堂文庫
- 『女キャスタァ禁色の美唇』2004
- 『女子大生蜜猟教室』2004 廣済堂文庫
- 『美人課長密室残業』2004 廣済堂文庫
- 『密室遊戯』2004 廣済堂文庫
- 『聖奴の祝祭（フェスタ） 穢された学園』2005
- 『聖隷夫人ミューズの蜜化粧』2005
- 『特命美人捜査官』2005 桃園文庫
- 『レイプ・ラブ』2005
- 『美人キャリア蜜室の戯れ』2006
- 『魅せられし美唇』2006 桃園文庫
- 『美畜妻背徳の夜宴』2007
- 『生贄教師みんなが見てる』2010
- 『露出教師 牝犬のように』2011